# Semelle de fondation
Pour les articles homonymes, voir semelle.

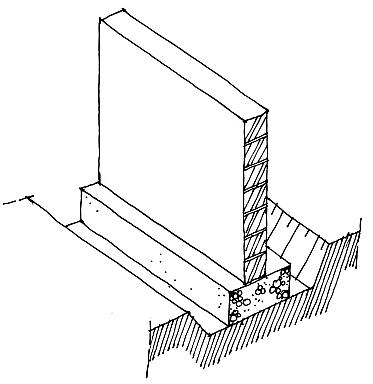
Croquis d'une semelle filante.

Une semelle de fondation, appelée aussi semelle filante pour faire référence à l'armature métallique du même nom parfois utilisée dans sa conception, est un ouvrage d'infrastructure, généralement en béton armé, qui reprend les charges d'un organe de structure d'une construction  et qui transmet et répartit ces charges sur le sol (fond de coffre ou niveau d'assise). On distingue les semelles isolées, que l'on retrouve au droit d'un poteau par exemple, des semelles filantes  généralement situées sous un mur ou un voile.

## Fouilles
Le sol doit être de bonne qualité pour recevoir des fondations de ce type et avoir une portance suffisante. En France métropolitaine, la profondeur minimale d'assise d'une semelle est de 50 cm jusqu'à 100 cm. Ceci a pour but de mettre la fondation à l'abri du gel. En effet, lors des cycles de gel et de dégel, les sols se déstructurent et peuvent faire apparaître des désordres sur les fondations.
Une semelle filante de fondation doit être posée sur un béton de propreté exécuté dans le fond de la fouille (béton dosé à 150 kg/m3 et d'une hauteur de 4 cm minimum). Ce béton de propreté permet d'éviter l'altération ou la décompression du sol d'assise et doit être réalisé très rapidement après l'ouverture des fouilles. En effet, certains sols sont très sensibles aux intempéries, tels que les marnes ou encore les argiles. Il convient aussi de prendre les mesures qui s'imposent vis-à-vis du phénomène de retrait-gonflement des argiles.
Les éléments pouvant former des points durs doivent être enlevés et les lentilles ou poches pouvant créer, à l'inverse, des points mous doivent être purgés. Par ailleurs, en cas de gel, la glace située en fond de fouille doit aussi être enlevée.

## Mise en œuvre et dimensionnement
(octobre 2023).
En France, les principales méthodes de mise en œuvre des semelles et les règles de calcul de dimensionnement sont respectivement décrites dans le Document technique unifié n°13.11 et 13.12 relatifs aux fondations superficielles.
Par ailleurs, le fascicule 62, titre V : « Règles techniques de conception et de calcul des fondations des ouvrages de Génie Civil », définit aussi des règles de calcul pour les fondations (superficielles et profondes).

### Mise en œuvre
Les semelles de fondation peuvent être en béton ou en béton armé et sont coulées sur le béton de propreté situé en fond de fouille.
Un temps de prise du béton d'un minimum de 28 jours est requis avant de charger entièrement les fondations. Ce délai permet d'atteindre en moyenne 80% de la résistance maximale du béton en compression.

### Étapes détaillées de conception
La mise en œuvre d'une semelle de fondation classique en béton armé est la suivante :
1. Création d'une tranchée à profondeur hors-gel
2. Nivellement du fond de fouille et aplanissement
3. Coulage du béton de propreté faiblement dosé
4. Installation des armatures métalliques
5. Installation des fers d'attente
6. Ligatures des aciers entre-eux
7. Réglage des armatures en hauteur
8. Coulage du béton de fondation

### Dimensionnement
On distingue quatre types de semelles :
On note « L » la longueur, « B » la largeur et « R » le rayon.
- Les semelles filantes lorsque L > 5.B
- Les semelles rectangulaires lorsque B < L < 5.B
- Les semelles carrés lorsque B = 2
- Les semelles circulaires lorsque B = 2.R

Lorsque le rapport « largeur » / « hauteur » d'une fondation est inférieur à 1/6ème et que la hauteur est supérieure à 3 m, alors il s'agit de fondations profondes.
Des tassements peuvent apparaître, ils sont de deux sortes :
- Les tassements absolus impliquent que l'ensemble du bâtiment descend. Si celui-ci est limité, ce type de tassements n’entraîne pas de désordres sur la structure,
- Les tassements différentiels impliquent qu'une partie du sol seulement s’affaisse. Ce type de tassements engendre des désordres importants et doit être résolu. Ce type de tassements peut apparaître lorsque les efforts transmis aux fondations ou la nature du sol sont hétérogènes et lorsque les niveaux d'assises sont différents.

Afin de rigidifier l'ensemble de la structure, il est aussi possible de liaisonner les semelles entre elles à l'aide de longrines.